# Inge Eriksen
Inge Eriksen (født 22. oktober 1935 i Skørping, død 14. marts 2015) var en dansk forfatter.

## Baggrund
Hun tog studentereksamen i Aalborg og flyttede i 1962 fra Aalborg til København og var frem til 1972 politisk aktivist. Først som partiløs i Studentersamfundet. Fra midten af 1960'erne til dets opløsning i maj 1968 var hun international sekretær i foreningen.
Eriksen gik med Farum-afdelingen af Venstresocialisterne ved partiets dannelse 1967 og blev i foråret året efter valgt til hovedbestyrelsen og af Dagbladet Information døbt "blomsterbarn". I sommeren 1968 blev hun ansat på partikontoret og måtte derfor forlade hovedbestyrelsen.
Medlemmerne i hendes lokale partiforening var kendt som stærke modstandere af leninistiske strukturer og partidisciplin. Disse holdninger blev afspejlet i spritduplikerede tegneserier, fx VS-kongresavisen, Folkets truthorn. De stod også for bladet Kommunikation, der blev solgt på gaden og bl.a rummede artikler om østtyske dissidenter. "Blomsterbørnenes" sidste publikation fra 1970 var På vej mod ekstraparlamentarisme.
I 1969 havde Eriksen imidlertid meldt sig ud i protest mod de leninistiske stramninger i partiet. Hun fokuserede i stedet på sin læreruddannelse, som hun afsluttede i 1973.
Fra slutningen af 1980'erne indtil sin død var hun socialdemokrat.

## Forfatterskab
Hun debuterede i 1975 med Kællinger i Danmark sammen med Jytte Rex.
Året efter debuterede hun med en romantrilogi: Victoria og Verdensrevolutionen, Fugletræet og Silkehavet (1981).
Hun har også skrevet en digtsamling: Forbudte Følelser, Klitrose, 1979, hvor der bl.a. findes digtet: Himmelsneen i min gård. Det handler om en blomst – kobjælden, om hvilket Inge Eriksen engang har sagt: For de stakler, der ikke ved det, så findes der en blomst, der hedder en kobjælde. En af de smukkeste findes på nordkysten af Sjællands Odde.
De seneste værker er en politisk romantrilogi Sommerfuglens vinge med undertitlerne: Tørvegraverne, De rumænske bøfler og Vinterhaven (1999).
I august 2003 udkom romanen Citrontræet og i 2005 romanen En kvinde med hat der delvist foregår i Aalborg.
Inge Eriksen havde et stærkt politisk engagement.